# 2052
2052 (MMLII) kommer att bli ett skottår som börjar en måndag i den gregorianska kalendern.

## Framtida händelser

### November
- 9 november – Merkuriuspassage.